# Morti nel 1997/Gennaio
| Questa pagina contiene informazioni ricavate automaticamente dalle voci biografiche con l'ausilio del template Bio e di un bot. L'aggiornamento è periodico e automatico e ricostruisce completamente la pagina. Se manca una persona in questa lista, sei pregato di non aggiungerla, ma accertati piuttosto che la sua voce biografica contenga il template Bio e che i dati anagrafici siano correttamente compilati. Se il template Bio manca, inseriscilo tu stesso o, in alternativa, metti l'avviso {{tmp\|Bio}} che ne segnala la mancanza. Se i dati riportati sono sbagliati, correggi direttamente la voce biografica; le modifiche saranno visibili in questa lista entro pochi giorni. Per chiarimenti vedi il progetto biografie. La lista contiene solo le 130 persone che sono citate nell'enciclopedia e per le quali è stato implementato correttamente il template Bio. Pagina aggiornata al 3 mar 2024. |

- 1º gennaio - Eraldo Bedendo, calciatore e allenatore di calcio italiano (n. 1908)
- 1º gennaio - Carlos Carus, calciatore messicano (n. 1930)
- 1º gennaio - Asnoldo Devonish, triplista e lunghista venezuelano (n. 1932)
- 1º gennaio - Al Eugster, animatore, scrittore e regista statunitense (n. 1909)
- 1º gennaio - Ivan Graziani, cantautore e chitarrista italiano (n. 1945)
- 1º gennaio - Joan Rice, attrice britannica (n. 1930)
- 1º gennaio - Townes Van Zandt, cantautore statunitense (n. 1944)
- 1º gennaio - Franco Volpi, attore italiano (n. 1921)
- 2 gennaio - Randy California, chitarrista e cantante statunitense (n. 1951)
- 2 gennaio - Joan Corominas, filologo spagnolo (n. 1905)
- 3 gennaio - Enzo Avallone, ballerino e cantante italiano (n. 1955)
- 3 gennaio - Gianfranco Pandolfini, pallanuotista italiano (n. 1920)
- 4 gennaio - Hédi Berkhissa, calciatore tunisino (n. 1972)
- 4 gennaio - Fernand Etter, ciclista su strada francese (n. 1941)
- 4 gennaio - Giuseppe La Franca, avvocato italiano (n. 1926)
- 4 gennaio - Bill Lancaster, attore e sceneggiatore statunitense (n. 1947)
- 4 gennaio - Lucien Rebuffic, cestista francese (n. 1921)
- 5 gennaio - Bertil di Svezia, principe svedese (n. 1912)
- 5 gennaio - Ettore Calvelli, scultore e medaglista italiano (n. 1912)
- 5 gennaio - André Franquin, fumettista belga (n. 1924)
- 5 gennaio - Peter Z. Geer, politico statunitense (n. 1928)
- 5 gennaio - Tarcisio Petracco, partigiano e attivista italiano (n. 1910)
- 6 gennaio - Corrado Giubilo, allenatore di calcio e calciatore italiano (n. 1921)
- 6 gennaio - Kalevi Laitinen, ginnasta finlandese (n. 1918)
- 6 gennaio - Teiichi Matsumaru, calciatore giapponese (n. 1909)
- 6 gennaio - Ugo Mazzucchelli, anarchico italiano (n. 1903)
- 6 gennaio - Catherine Scorsese, attrice statunitense (n. 1912)
- 7 gennaio - Francisco Castillo, nuotatore e pallanuotista spagnolo (n. 1921)
- 7 gennaio - Paul-Werner Hozzel, generale e aviatore tedesco (n. 1910)
- 7 gennaio - Aldo Tozzetti, politico e sindacalista italiano (n. 1921)
- 7 gennaio - Sándor Végh, compositore, violinista e direttore d'orchestra ungherese (n. 1912)
- 8 gennaio - Melvin Calvin, biochimico statunitense (n. 1911)
- 8 gennaio - Paul Endacott, cestista statunitense (n. 1902)
- 8 gennaio - Mario Giansone, scultore e pittore italiano (n. 1915)
- 8 gennaio - Don Slocum, cestista statunitense (n. 1928)
- 9 gennaio - Karol Borhy, allenatore di calcio cecoslovacco (n. 1912)
- 9 gennaio - Fortunato Maninetti, canottiere italiano (n. 1920)
- 9 gennaio - Edward Osóbka-Morawski, politico polacco (n. 1909)
- 9 gennaio - Generoso Petrella, politico e magistrato italiano (n. 1929)
- 9 gennaio - Jesse White, attore statunitense (n. 1917)
- 10 gennaio - Francisco Aramburu, calciatore brasiliano (n. 1922)
- 10 gennaio - Emmet Reid Blake, ornitologo statunitense (n. 1908)
- 10 gennaio - Isa Di Marzio, attrice, doppiatrice e cantante italiana (n. 1929)
- 10 gennaio - Alvinio Misciano, tenore italiano (n. 1915)
- 10 gennaio - Alexander Robertus Todd, chimico scozzese (n. 1907)
- 10 gennaio - George Young, calciatore e allenatore di calcio scozzese (n. 1922)
- 11 gennaio - Angelo Froglia, pittore italiano (n. 1955)
- 11 gennaio - Sheldon Leonard, regista, attore e produttore televisivo statunitense (n. 1907)
- 11 gennaio - Ferruccio Vignoli, militare e aviatore italiano (n. 1906)
- 12 gennaio - Jean-Edern Hallier, scrittore francese (n. 1936)
- 12 gennaio - Jean Hoerni, imprenditore e inventore svizzero (n. 1924)
- 12 gennaio - Charles Brenton Huggins, fisiologo canadese (n. 1901)
- 13 gennaio - Sivar Arnér, scrittore svedese (n. 1909)
- 13 gennaio - Georges Franzi, scrittore e presbitero monegasco (n. 1914)
- 13 gennaio - Nilo Ossani, cantante italiano (n. 1912)
- 13 gennaio - Ruslan Stratonovič, fisico, ingegnere e matematico russo (n. 1930)
- 14 gennaio - John Amdisen, calciatore danese (n. 1934)
- 14 gennaio - Nino Di Maria, scrittore e drammaturgo italiano (n. 1904)
- 14 gennaio - Peter Ennis, allenatore di pallacanestro canadese (n. 1946)
- 14 gennaio - Hu Jinquan, regista, sceneggiatore e scenografo cinese (n. 1932)
- 14 gennaio - Šalva Čichladze, lottatore russo (n. 1912)
- 15 gennaio - Gigi Restagno, musicista e disc jockey italiano (n. 1957)
- 15 gennaio - Fabio Rinaudo, giornalista, critico cinematografico e sceneggiatore italiano (n. 1930)
- 16 gennaio - Rajagopala Tondaiman,  indiano (n. 1922)
- 16 gennaio - Romano Amerio, filosofo, filologo classico e teologo italiano (n. 1905)
- 16 gennaio - Gino Cesaroni, politico italiano (n. 1919)
- 16 gennaio - Carlo Fermariello, politico e sindacalista italiano (n. 1925)
- 16 gennaio - Ödön Gróf, nuotatore ungherese (n. 1915)
- 16 gennaio - Nils Katajainen, militare e aviatore finlandese (n. 1919)
- 16 gennaio - Erik Källström, calciatore svedese (n. 1908)
- 16 gennaio - Juan Landázuri Ricketts, cardinale e arcivescovo cattolico peruviano (n. 1913)
- 16 gennaio - Corrado Tagliamonte, ammiraglio italiano (n. 1900)
- 17 gennaio - Clyde Tombaugh, astronomo statunitense (n. 1906)
- 18 gennaio - Adriana Caselotti, attrice e doppiatrice statunitense (n. 1916)
- 18 gennaio - Peter van Dijk, ballerino e coreografo tedesco (n. 1929)
- 18 gennaio - Diana Lewis, attrice statunitense (n. 1919)
- 18 gennaio - Myfanwy Piper, critica d'arte e librettista britannica (n. 1911)
- 18 gennaio - Gerard Slevin, genealogista irlandese (n. 1919)
- 18 gennaio - Paul Tsongas, politico statunitense (n. 1941)
- 19 gennaio - James Dickey, scrittore e poeta statunitense (n. 1923)
- 19 gennaio - Adriano Minelli, calciatore italiano (n. 1919)
- 19 gennaio - Charles Nelson, montatore statunitense (n. 1901)
- 20 gennaio - Mario Albertini, politico italiano (n. 1919)
- 20 gennaio - Edith Brown,  britannica (n. 1896)
- 20 gennaio - Albín Brunovský, pittore, grafico e illustratore slovacco (n. 1935)
- 20 gennaio - Giorgio Jegher, maratoneta italiano (n. 1937)
- 20 gennaio - Hiram Keller, attore e modello statunitense (n. 1944)
- 20 gennaio - Tamara Makarova, attrice sovietica (n. 1907)
- 20 gennaio - Ashious Melu, calciatore e allenatore di calcio zambiano (n. 1957)
- 21 gennaio - Giorgio Ferrari, politico italiano (n. 1931)
- 21 gennaio - Alberto Muro, allenatore di calcio e calciatore argentino (n. 1927)
- 21 gennaio - Colonnello Tom Parker, manager e impresario teatrale olandese (n. 1909)
- 21 gennaio - Giorgio Prosperi, sceneggiatore, autore televisivo e critico teatrale italiano (n. 1911)
- 21 gennaio - Polly Ann Young, attrice statunitense (n. 1908)
- 22 gennaio - Ênio Andrade, calciatore e allenatore di calcio brasiliano (n. 1928)
- 23 gennaio - Richard Berry, cantautore statunitense (n. 1935)
- 23 gennaio - Lina Cecchini, politica e partigiana italiana (n. 1906)
- 23 gennaio - Anatolij Alekseevič Dudorov, attore e regista sovietico (n. 1915)
- 23 gennaio - Paul Egli, ciclista su strada e ciclocrossista svizzero (n. 1911)
- 23 gennaio - Alois Hudec, ginnasta cecoslovacco (n. 1908)
- 23 gennaio - Jeremy Maas, critico d'arte britannico (n. 1928)
- 23 gennaio - Roger Tayler, astronomo britannico (n. 1929)
- 23 gennaio - Bill Zuckert, attore statunitense (n. 1915)
- 24 gennaio - Domenico Ceccarossi, musicista italiano (n. 1910)
- 24 gennaio - Soulis Georgiades, regista, sceneggiatore e produttore cinematografico greco (n. 1934)
- 24 gennaio - Luigi Gioacchino Nebbia, calciatore italiano (n. 1907)
- 25 gennaio - James Boyd, pugile statunitense (n. 1930)
- 25 gennaio - Riza Lushta, calciatore albanese (n. 1916)
- 25 gennaio - William Soncini, pittore e scultore italiano (n. 1913)
- 26 gennaio - Gian Luigi Centemeri, compositore e organista italiano (n. 1903)
- 26 gennaio - Shûhei Fujisawa, scrittore giapponese (n. 1927)
- 26 gennaio - Roberto Queralt, nuotatore e pallanuotista spagnolo (n. 1931)
- 27 gennaio - Cecil Arthur Lewis, aviatore e sceneggiatore inglese (n. 1898)
- 27 gennaio - František Vohryzek, schermidore cecoslovacco (n. 1907)
- 27 gennaio - Aleksandr Zarchi, regista cinematografico sovietico (n. 1908)
- 28 gennaio - Anna Galmarini, pattinatrice artistica su ghiaccio italiana (n. 1942)
- 28 gennaio - Alfred Gell, antropologo britannico (n. 1945)
- 28 gennaio - Mikel Koliqi, cardinale albanese (n. 1902)
- 28 gennaio - Louis Pauwels, giornalista e scrittore francese (n. 1920)
- 28 gennaio - Wong Shun-leung, artista marziale cinese (n. 1935)
- 29 gennaio - Teodomiro Leite de Vasconcelos, giornalista e scrittore portoghese (n. 1944)
- 29 gennaio - Daniel P. Mannix, scrittore statunitense (n. 1911)
- 29 gennaio - Osvaldo Soriano, giornalista e scrittore argentino (n. 1943)
- 30 gennaio - Ulrich Kiesow, scrittore e autore di giochi tedesco (n. 1949)
- 30 gennaio - Frank Tejeda, politico statunitense (n. 1945)
- 31 gennaio - Heiner Carow, regista tedesco-orientale (n. 1929)
- 31 gennaio - Seth Lover, inventore statunitense (n. 1910)
- 31 gennaio - Örjan Martinsson, calciatore svedese (n. 1936)
- 31 gennaio - Zahir Pajaziti, militare kosovaro (n. 1962)
- 31 gennaio - Eugenia Smith, scrittrice statunitense (n. 1899)